# Almut Möller

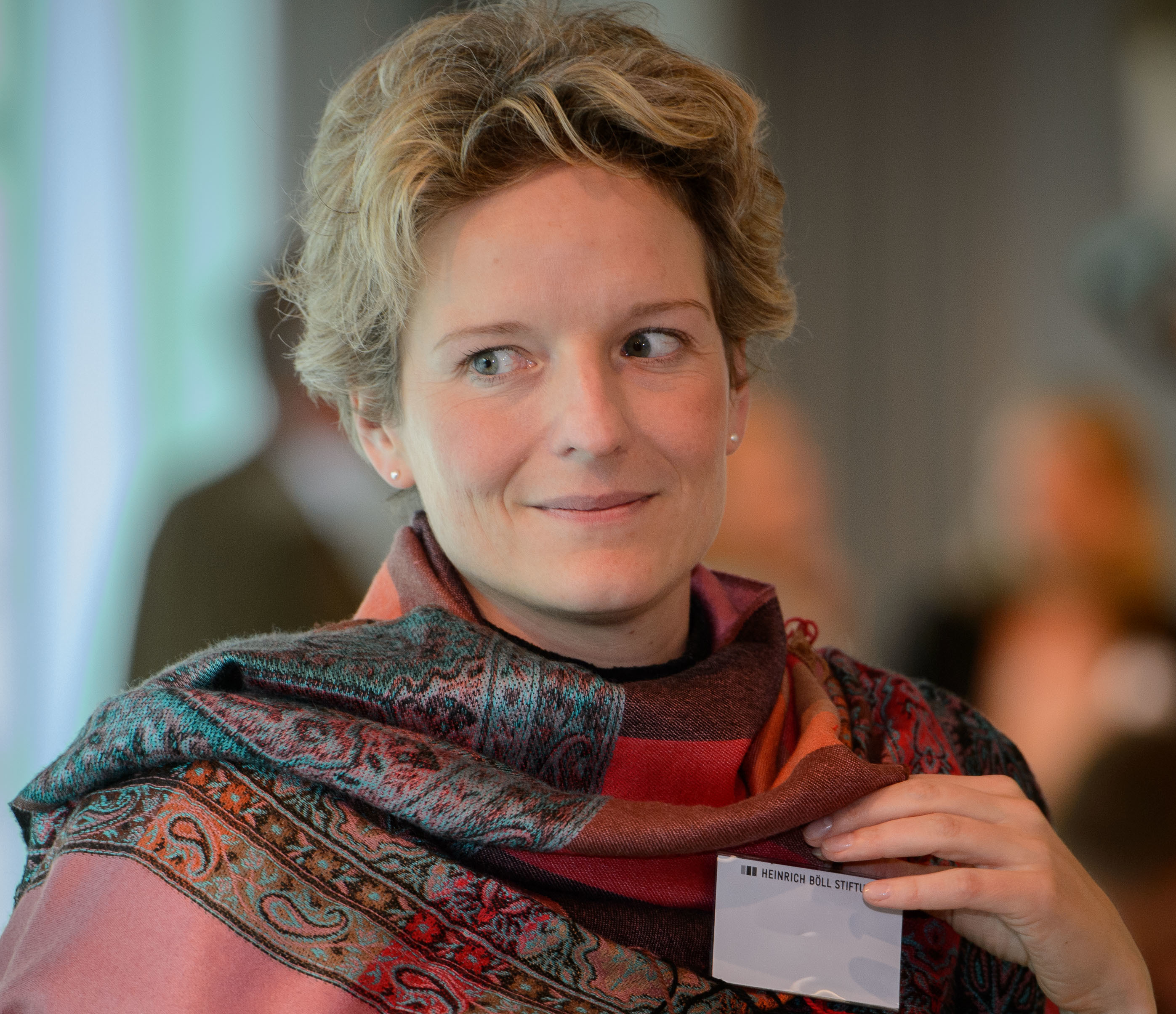
Almut Möller, 2014

Almut Möller (* 6. April 1977 in Ahaus) ist eine deutsche Politikwissenschaftlerin und politische Beamtin (SPD). Von 2019 bis 2024 war sie Staatsrätin und Bevollmächtigte der Freien und Hansestadt Hamburg beim Bund, der Europäischen Union und für auswärtige Angelegenheiten.

## Werdegang
Möller hat Politikwissenschaft, Neuere und Neueste Geschichte und Europarecht an der Westfälischen Wilhelms-Universität in Münster, am Institut d’Études Politiques in Aix-en-Provence und an der Ludwig-Maximilians-Universität in München studiert. Dort schloss sie ihr Studium 2002 mit einem M.A. ab. In der Folge war sie Non-Resident Fellow am American Institute for Contemporary German Studies (AICGS) an der Johns Hopkins University in Washington, D.C. und war von 2008 bis 2013 Associate Fellow am Austria Institut für Europa- und Sicherheitspolitik (AIES) in Maria Enzersdorf bei Wien.
In den Jahren 2002 bis 2008 war sie wissenschaftliche Mitarbeiterin am Centrum für angewandte Politikforschung (CAP) in München. Forschungsaufenthalte führten Almut Möller an die Chinesische Volksuniversität in Peking (2006), das Al Ahram Center for Political and Strategic Studies in Kairo (2007) und das AICGS in Washington (2008). Sie lebte daraufhin als freiberufliche Autorin und Beraterin in London, bevor sie 2010 zur Deutschen Gesellschaft für Auswärtige Politik (DGAP) kam. Dort leitete sie bis Oktober 2015 das Alfred von Oppenheim-Zentrum für Europäische Zukunftsfragen. Von 2015 bis 2019 war Möller Senior Fellow am European Council on Foreign Relations (ECFR) und Leiterin des Berliner Büros. Möllers Forschungsschwerpunkte liegen im Bereich der Entwicklung und Grundsatzfragen der Europäischen Union, der EU-Außen- und Sicherheitspolitik sowie der deutschen Europapolitik. Sie ist Mitglied des erweiterten Vorstands von Women in International Security Deutschland. Möller war Gründerin und Herausgeberin von „berlinbrief“, einem Portal und Newsletter zu deutscher Außen- und Europapolitik in englischer Sprache.
Zum 1. Oktober 2019 wurde Möller als Nachfolgerin von Annette Tabbara Staatsrätin und Bevollmächtigte der Freien und Hansestadt Hamburg beim Bund, der Europäischen Union und für auswärtige Angelegenheiten. Möller legte das Amt zum 30. April 2024 nieder; ihr folgte Liv Assmann nach.
Am 1. Juli 2024 trat Möller ihr Amt als Director for European and Global Affairs beim European Policy Centre an.
Möller ist Mitglied der SPD.

## Veröffentlichungen (Auswahl)
- Bound to Cooperate: Europe and the Middle East II (Mitherausgeberin und Autorin), Gütersloh 2008.
- After Gaza: A New Approach To Hamas, AIES Fokus 2/2009.
- Perspectives of Israeli-Arab Peace Under the New U.S. Administration, in: ORIENT II/2009, S. 47–55.
- The Future of Germany’s Foreign Policy in the Middle East: European, Transatlantic, and Eventually More German?, AICGS Transatlantic Perspectives, June 2009, www.aicgs.org/documents/pubs/moeller.atp09.pdf.
- Die Entstehungsgeschichte und Strukturen der Mittelmeerunion: Gradmesser für europäische Debatten zur Nachbarschafts-, Mittelmeer- und Nahostpolitik, in: Occasional Papers (Hrsg. Europäisches Zentrum für Föderalismus-Forschung), Tübingen 2009, S. 60–72.
- Nahost- und Mittelmeerpolitik, in: Jahrbuch der Europäischen Integration 2009 (Hrsg. Werner Weidenfeld / Wolfgang Wessels), Baden-Baden 2009.
- Perspektiven der Nahostpolitik der Europäischen Union, in: Bundesministerium für Landesverteidigung: Strategie und Sicherheit 2010. Das strategische Profil der EU, Wien 2009.
- Crossing Borders: Rethinking the European Union's Neighbourhood Policies, DGAP Analyse 2/2011 (editor and author), Berlin 2011.
- Deutschland und der Europäische Auswärtige Dienst, DGAP Analyse 12/2012 (Mitautorin), Berlin 2012.
- The United Kingdom and the European Union: What would a „Brexit“ mean for the EU and other states around the world? European and global perspectives, DGAP Analyse 16/2014 (co-editor and author), Berlin 2014.
- Leading from the Centre: Germany's new role in Europe, ECFR Policy Brief (co-author) 2016.